# Pristafora
Pristafòra è il secondo album del gruppo calabrese de Il Parto delle Nuvole Pesanti uscito nel 1996.

## Tracce
1. Alisifare (feat. Fabio Tricomi) – 3:49
2. Uomocane (feat. Fabio Tricomi) – 4:02
3. Amaro ti tonifica – 4:01
4. U mulinaru – 3:39
5. Claustrofobia (feat. Giovanni Tufano & Fabio Bonvicini) – 3:04
6. 'Ntriccicapiedi – 5:35
7. Ambulanti II – 2:09
8. L'uomo che (st)ride – 3:15
9. Triattattà – 3:23
10. Tutti pazzi – 3:26
11. Aisa (feat. Eugenio Ravo & Fabio Tricomi) – 5:49

## Formati
Album (CD)
- 1996 - Pristafòra (Lu Ragnu Stortu Records)

## Formazione
- Peppe Voltarelli - voce, chitarra classica e acustica, fisarmonica, basso (5)
- Salvatore De Siena - tamburello, cori
- Davide Peri - sax soprano e contralto, flauto, lamiere
- Amerigo Sirianni - mandolino
- Marco Rausa - cori, tromba
- Mimmo Crudo - basso
- Mimmo Mellace - batteria (2, 6, 9), mazhar (1, 2, 11), darbouka (1, 8), sistri (6, 11), cannateddi (8, 9)
- Carlo Di Lorenzo - chitarra elettrica, armonica, cori
- Leo Saracino - batteria (1, 3, 4, 5, 8, 10)

Altri musicisti
- Fabio Bonvicini - organetto (5)
- Giovanni Tufano - chitarra battente (5)
- Fabio Tricomi - flauti (1), marranzano (2), oud (11)
- Eugenio Ravo - tube sonanti (11)

## Crediti
- Prodotto da Il Parto delle Nuvole Pesanti e David Bisetti
- Registrato e missato nel novembre 1995 al New Subcave Studio di Bologna da David Bisetti
- Assistente di studio: Alex Guadagnoli
- Etichetta: Lu Ragnu Stortu Records
- Distribuzione: Helter Skelter